# Танцы со звёздами (США)
«Танцы со звёздами» (англ. Dancing with the Stars) ― американское развлекательное телешоу, премьера которого состоялась 1 июня 2005 года на канале ABC. Оно было организовано Томом Бержероном с момента его создания до 2019 года. Лиза Каннинг была соведущей в первом сезоне, Саманта Харрис была соведущей в сезонах со второго по девятый, Брук Берк в сезонах с десятого по семнадцатый и Эрин Эндрюс в сезоне с восемнадцатого по двадцать восьмой. Показ был продлен на двадцать девятый сезон, премьера которого состоялась 14 сентября 2020 года с новой ведущей Тайрой Бэнкс.
30 марта 2021 года показ был продлен на тридцатый сезон, премьера которого состоится осенью 2021 года.
Суть шоу состоит в том, что знаменитости должны танцевать в паре с профессиональными танцорами. Каждая пара исполняет заранее определенные танцы и соревнуется с другими за очки судей и голоса зрителей. Каждую неделю проводится голосование, в результате которого выбывает та пара, которая получила наименьшее количество очков судей и голосов зрителей.

## Ведущие
Том Бержерон был ведущим первых 28 сезонов шоу, начиная с премьеры в 2005 году. В первом сезоне его соведущей была Лиза Каннинг. Она была заменена Самантой Харрис в сезонах со 2 по 9 (2006-09). Она была заменена Брук Берк-Шарве в сезонах с 10 по 17 (2010-13). Эрин Эндрюс стала соведущей, начиная с 18 сезона (2014). Дрю Лаше служил временной заменой Харрис в течение 5 сезона (2007) во время ее отсутствия в течение 3 недель по причине беременности и родам. Лия Ремини заменила Эндрюса на 6-й неделе 19-го сезона и на 6-й и 7-й неделях 21-го сезона . Альфонсо Рибейро заменил Бержерона на 4-й неделе 21-го сезона.
13 июля 2020 года Бержерон объявил в своем твиттере, что покинул шоу. Вскоре после этого студии ABC и BBC сделали официальное заявление о том, что Эндрюс также покинет программу. На следующий день было объявлено, что модель и ведущая Тайра Бэнкс станет ведущей нового сезона.

## Судьи
Постоянными судьями являются Лен Гудман, Кэрри Энн Инаба и Бруно Тониоли. Гудман отсутствовал большую часть 19-го сезона, весь 21-й сезон, большую часть 23-го сезона и весь 29-й сезон. Джулианна Хоу, которая была профессиональным партнером по танцам в течение 4-8 сезонов, была добавлена в качестве штатного судьи в жюри в течение трех сезонов, 19-21, после того, как была приглашенным судьей в предыдущих двух сезонах. Она не вернулась в 22-й сезон. Хью вернулся в качестве штатного судьи в 23-й и 24-й сезоны, но впоследствии не вернулся. Брат Джулианны, Дерек Хью, заменит судью Лена Гудмана в 29-м сезоне, поскольку Гудман не может находиться в Лос-Анджелесе из-за ограничений на поездки по причине COVID-19.
Несколько бывших участников выступали в качестве судей, включая Хелио Кастроневес, Мел Би, Дрю Лаши, Жиль Марини, Келли Осборн и Эммитт Смит. Другие знаменитости, чаще всего те, кто связан с миром танцев, бывшие профессиональные танцоры и прошлые конкурсанты, вступали в качестве четвертого судьи или в отсутствие одного из главных судей, в том числе Пола Абдул, Донни Бернс, Ник Картер, Шер, Максим Чмерковский, Майкл Флэтли, Кевин Харт, Джесси Джей, Рашад Дженнингс, Баз Лурманн, Рикки Мартин, Идина Мензель, Эбби Ли Миллер, Мэнди Мур, Оливия Ньютон-Джон, Кенни Ортега, Донни Осмонд, Питбуль, Редфу, Альфонсо Рибейро, Робин Робертс, Дэвид Росс, Шания Твен, Лия Ремини и Зендая.

## Музыканты
В течение 17 сезонов оркестр и певцы Гарольда Уилера исполняли живую музыку для шоу. 7 февраля 2014 года было объявлено, что Рэй Чу будет приглашен в качестве вокалиста с новой группой.